# 이종가
당 폐제 이종가(唐廢帝 李從珂, 885년 2월 11일(음력 1월 23일) ~ 937년 1월 11일(음력 936년 윤 11월 26일))는 중국 오대 십국 시대 후당의 마지막 황제이다. 본성은 왕씨(王氏)로, 아명은 이십삼(二十三, 23) 또는 아삼(阿三)이다. 절일은 천춘절(千春節)이다.
그는 명종 이사원의 양자였고, 명종의 친아들인 민제 이종후를 타도한 후 제위를 차지하였다. 그 자신도 후에 요나라 군대의 지지를 받은 자신의 매부 석경당에게 타도당하였고, 그의 나라를 계승한 것은 석경당의 후진이었다. 후당군이 후진, 요나라 연합군에게 패하자, 이종가와 그의 가족들은 그에게 가장 충성하던 근위병들과 함께 누각에 올라가서 분신자살하였다.
사후에 시호 및 묘호를 받지 못하였지만, 후세의 역사가들은 말제(末帝, 마지막 황제) 또는 폐제(廢帝, 폐위된 황제)라는 시호를 주었다. 특히 후당을 계승한 후진에서는 그를 합법적인 후당 황제로서 인정하지 않고, 왕종가(王從珂) 또는 노왕(潞王, 이종가가 그의 재위 이전에 받았던 작위)이라고 칭하였다.

## 생애
진주(鎭州, 지금의 허베이성 스자좡 시 정딩 현)에서 태어났다. 10세 때, 어머니 위씨(魏氏)와 함께, 후에 후당 명종이 되는 이사원에 납치되어, 그 뒤에 이사원이 양자로 되어 이종가로 불리게 되었다. 성장하면서 모습은 웅장하고, 싸움에 대해 용맹하였고 의부 이사원의 총애를 받는다.
이사원이 즉위하고, 이종가는 호국군 절도사(護國軍節度使, 본부는 지금의 산시성 윈청시)에 임명되지만, 추밀사인 안중회와 권력 쟁탈에 패배하여 930년(장흥 원년)에 모든 지위를 잃고, 수도인 낙양에 거주하게 된다. 그러나 931년에 안중회가 실각하자, 이종가는 좌위대장군(左衛大將軍)으로 중용되어, 932년에는 봉상절도사(鳳翔節度使, 본부는 지금의 산시성 바오지시)에 임명되어 그 후에 933년에 왕으로 봉해졌다.
이사원이 933년에 사망하자, 이종후가 황제로 즉위 하면서 상황이 달라졌다. 934년(응순 원년) 이종후는 대신들의 제안을 받아 들여 절도사의 권력을 억제하여 약체화를 시키는 계획하였다. 이종가는 이 정책에 대해 반대를 표명하여, 마침내는 군사를 일으키기에 이른다. 이 내란에 패배한 이종후는 폐위되고, 결국 이종가에 의해서 살해되었다.
민제 이종후를 살해한 이종가는 낙양 입성 후에 후당의 황제로 즉위하여, 연호를 청태(淸泰)로 개원하였다. 당초에는 하동절도사(河東節度使, 본부는 지금의 산시성 타이위안시)를 지낸 황제 이사원의 사위인 석경당과 동맹 관계였고, 이종가가 즉위한 이후에는 석경당을 의심과 경계를 하였다. 936년에 석경당을 천평군 절도사(天平軍節度使, 본부는 지금의 산둥성 타이안 시)로 좌천을 시켜 임명하여, 이에 불만을 품은 석경당은 요나라와 손잡고 군사를 일으켰다.
석경당은 요나라의 군대를 이용하여 낙양을 포위하였고, 패색이 짙은 이종가는 937년에 스스로 목숨을 끊는다.
이때 진시황으로부터 내려오던 전국옥새가 소실되었다고 한다.

## 가족 관계

### 부모
- 부친：왕씨(王氏) - 이름 미상
- 모친：선헌황후(宣憲皇后) 위씨(魏氏)
- 양부：명종(明宗) 이단(李亶)

### 후비
| 봉호       | 시호 | 이름(성씨) | 별칭               | 재위년도      | 생몰년도  | 비고                 |
| ---------- | ---- | ---------- | ------------------ | ------------- | --------- | -------------------- |
| 황후(皇后) |      | 유씨(劉氏) | 패국부인(沛國夫人) | 934년 ~ 937년 | ? ~ 937년 | 후당 멸망 때 자결함. |

### 황자
| - | 봉호       | 시호 | 이름           | 생몰년도  | 생모 | 별칭 | 비고                 |
| - | ---------- | ---- | -------------- | --------- | ---- | ---- | -------------------- |
| 1 |            |      | 이중길(李重吉) | ? ~ 934년 |      |      |                      |
| 2 | 옹왕(雍王) |      | 이중미(李重美) | ? ~ 937년 |      |      | 후당 멸망 때 자결함. |

### 황녀
| - | 봉호(공주)         | 시호 | 이름           | 생몰년도  | 생모 | 부마 | 별칭       | 비고                       |
| - | ------------------ | ---- | -------------- | --------- | ---- | ---- | ---------- | -------------------------- |
| 1 | 조국공주(趙國公主) |      | 이혜명(李惠明) | ? ~ 934년 |      |      | 유징(幼澄) | 후당 민제에 의해 살해당함. |

※ 이밖에 이름이 전하지 않는 딸 1명이 있었는데, 이종가 사망시 아직 어린 나이였다고 한다.

## 기년
| 말제        | 원년            | 2년        | 3년        |
| ----------- | --------------- | ---------- | ---------- |
| 서력 (西曆) | 934년           | 935년      | 936년      |
| 간지 (干支) | 갑오(甲午)      | 을미(乙未) | 병신(丙申) |
| 연호 (年號) | 청태(淸泰) 원년 | 2년        | 3년        |

## 출전, 주해 및 참고 자료
| 전임 의제 후당 민제 이종후 | 제4대 후당의 황제 934년 ~ 936년 | 후임 (멸망) (석경당) |